# 57a Brigada Mixta (Exèrcit Popular de la República)
La 57a Brigada Mixta va ser una unitat de l'Exèrcit Popular de la República que va combatre en la Guerra Civil Espanyola.

## Historial
La unitat va ser creada el gener de 1937 a partir de dos batallons pertanyents a la columna «Eixea-Uribe».
El mes d'abril la 57a BM va ser assignada a la 41a Divisió, en el front de Terol. Al juliol un dels seus batallons va participar en l'ofensiva sobre Albarrasí. Durant els següents mesos, entre agost i octubre, la brigada prendria part en diverses accions militars en els sectors de «Las Hoyuelas», Las Muela de Villastar, i «Las Lomas de Marimezquita», si bé l'acompliment de la unitat va ser dolent i no es va obtenir cap èxit. Com a conseqüència, tant el comandant com el comissari polític serien fulminant destituïts. A la fi d'any prendria part en l'ofensiva republicana sobre la ciutat de Terol. En els primers dies la 57a BM va combatre en les cotes 1.267 i 1.269, en el sector de Rubials; posteriorment, ja durant l'assalt final a Terol, la brigada va participar en l'assalt de les posicions de «La Muela», «Marimezquita», «La Galiana» i «La Granja».
Al febrer de 1938 va ser adscrita a l'acabada de crear Divisió «Llevant» —o Divisió «L»—, al costat de la 58a Brigada Mixta.
Un mes més tard, després del començament de l'ofensiva franquista en el front d'Aragó, la unitat es va traslladar al capdavant de guerra per a reforçar al derrotat exèrcit republicà. S'incorporaria a la 41a Divisió del XXII Cos d'Exèrcit. El 23 de març va entaular un fort combat amb les forces franquistes a Aiguaviva de Bergantes, sofrint greus baixes. Les restes de la 57a BM es van retirar cap a la rereguarda, cap a Benicarló. Va ser traslladada a Tomelloso per a ser sotmesa a una reorganització, després de la qual cosa la brigada quedaria assignada a la 5a Divisió de l'Exèrcit del Centre i situada en la zona de Campo Real. Amb posterioritat seria agregada a la nova 49a Divisió, marxant al capdavant de Llevant. Allí romandria fins al final de la contesa, sense prendre part en accions militars de rellevància.

## Publicacions
Durant la contesa la 57a Brigada Mixta va arribar a editar un periòdic, Independencia, a Tomelloso.

## Comandaments
Comandants en cap
- Comandant d'infanteria Agustín Fuster Picó;
- Comandant d'infanteria José Velasco Barcia;
- Major de milícies José Sirvent Eguiluz;

Comissaris
- Juan Antonio Turiel Furones, del PSOE;
- Isidoro Hernández Tortosa, del PCE;[7]